# أمادو سيس
أمادو سيس (بالفرنسية: Amadou Ciss)‏ هو لاعب كرة قدم سنغالي في مركز الوسط، ولد في 7 سبتمبر 1999 في غيديوية ‏ في السنغال. لعب مع فورتونا سيتارد.

## وصلات خارجية
- أمادو سيس على موقع اتحاد تركيا (لاعب) (الإنجليزية)
- أمادو سيس على موقع قاعدة بيانات كرة القدم.إي يو (الإنجليزية)
- أمادو سيس على موقع Soccerway.com (الإنجليزية)